# ژان-کلود ایزو
ژان-کلود ایزو (فرانسوی: Jean-Claude Izzo‎; ۲۰ ژوئن ۱۹۴۵ – ۲۶ ژانویهٔ ۲۰۰۰) نویسنده داستان‌های جنایی، رمان‌نویس و فیلم‌نامه‌نویس اهل فرانسه بود.